# Relations entre le Bangladesh et le Soudan du Sud
Les relations entre le Bangladesh et le Soudan du Sud sont les relations bilatérales de la république populaire du Bangladesh et de la république du Soudan du Sud. Les principaux domaines de coopération ont été les services des soldats de la paix bangladais au Soudan du Sud, la participation des organisations non gouvernementales bangladaises dans divers secteurs du développement social et l'investissement des entreprises bangladaises, en particulier dans le secteur agricole.

## Soldats de la paix bangladais
Les soldats de la paix bangladais travaillent au Soudan du Sud depuis 2005, initialement dans le cadre de la Mission des Nations unies au Soudan et depuis 2011 dans le cadre de la Mission des Nations unies au Soudan du Sud. Outre le maintien de l'ordre au Soudan du Sud, les soldats de la paix bangladais ont également étendu leur contribution en fournissant gratuitement des services de médecins spécialisés à la population ainsi qu'en construisant des infrastructures publiques.

## Projet de construction de routes et d'assistance humanitaire

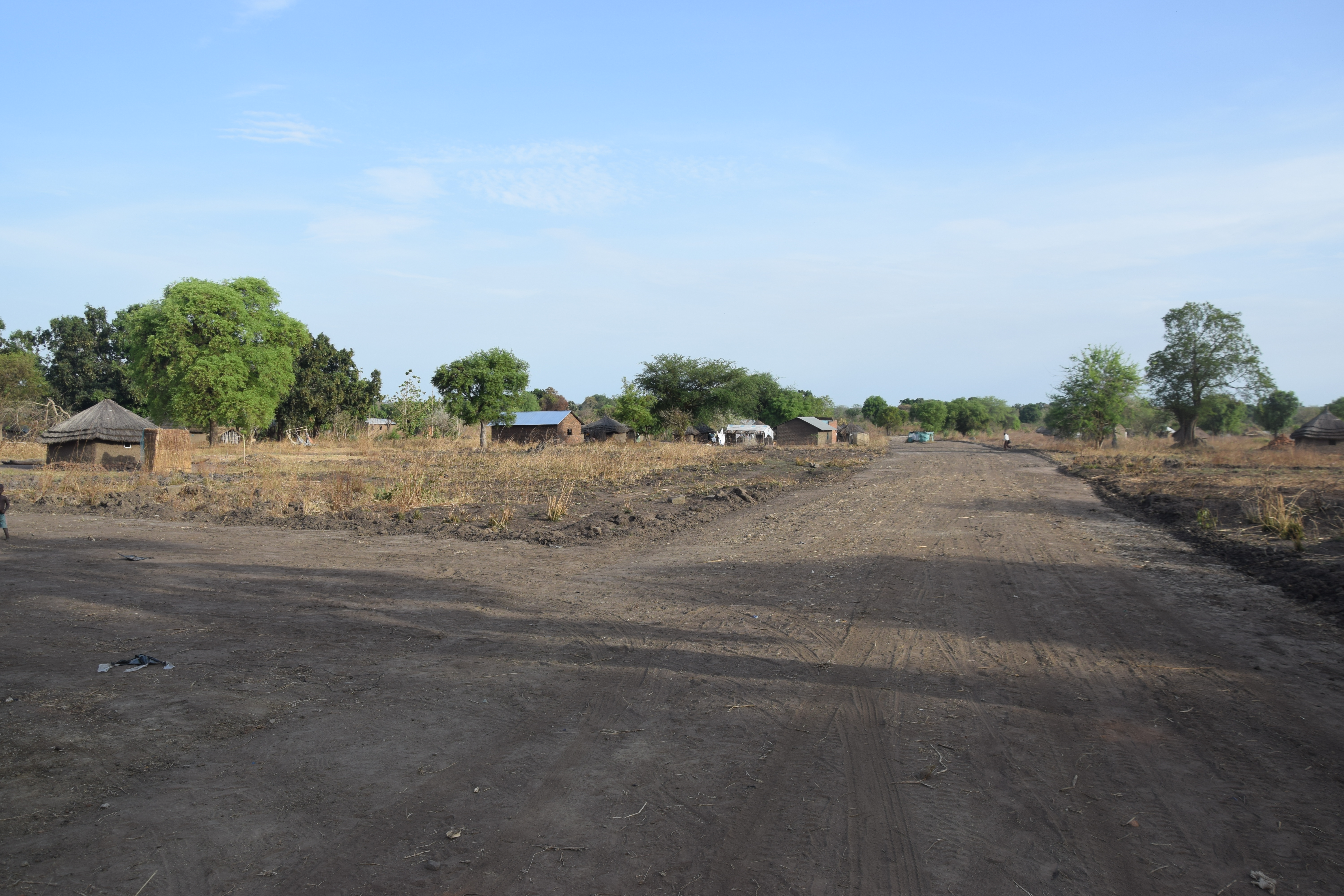
Bangladesh Road dans le comté de Mundri, au Soudan du Sud

Le contingent du génie de l'armée du Bangladesh déployé dans le cadre de la Mission des Nations unies au Sud Soudan (MINUS) a fait un excellent travail de construction, de développement routier, de réparation, d'entretien et d'assistance humanitaire au Sud Soudan. Djouba-Yei, Djouba-Mangala, Mundri-Movolo, Mundri-Yambio , etc. différents projets de réparation et d'entretien des routes ont été menés par l'équipe. En plus des travaux réguliers, l'équipe du génie du Bangladesh a construit différentes routes en réponse aux demandes des autorités administratives locales et a mené divers travaux de coopération civilo-militaire dans le cadre de l'aide humanitaire. En reconnaissance de leur professionnalisme, de leur coopération et de leur esprit d'entraide, l'autorité administrative de Mundri a proposé de baptiser une route construite par ses soins Bangladesh road (route du Bangladesh),.

## Développement social
Plusieurs organisations non gouvernementales basées au Bangladesh, dont le Bangladesh Rural Advancement Committee (Comité de promotion rurale du Bangladesh - BRAC), opèrent au Soudan du Sud et travaillent principalement dans les domaines de la microfinance, du développement agricole, du développement communautaire, de l'éducation, , etc..

## Coopération agricole
Un protocole d'accord a été signé par le ministère de l'agriculture du Bangladesh et le ministère de l'agriculture et des forêts du Soudan du Sud pour produire conjointement du riz, des lentilles, de l'huile, du coton et d'autres cultures sur les terres sud-soudanaises louées par le Bangladesh afin d'assurer la sécurité alimentaire des deux pays. Les deux pays échangeront également des formations, des technologies et des compétences pour accroître la productivité agricole.

## Commerce et investissements
En 2012, une délégation bangladaise de haut niveau dirigée par Gowher Rizvi s'est rendue au Soudan du Sud pour explorer les domaines potentiels d'investissement bangladais au Soudan du Sud,.